# Czas narracji
Czas narracji – w dziele literackim przedział czasu, w którym istnieje narrator i kształtują się okoliczności towarzyszące narracji.
Czas fabularny jest elementem fikcji literackiej. Czas narracji zawiera się między początkiem a końcem utworu. W tradycyjnej epice był zwykle utajony i mało uchwytny. W nowszej prozie powieściowej stał się bardziej widoczny i zwracał uwagę odbiorcy (np. Lord Jim Josepha Conrada). Czas narracji jest najczęściej krótszy niż czas fabularny, zdarzają się jednak utwory, w których czas narracji jest dłuższy (np. W poszukiwaniu straconego czasu Marcela Prousta, gdzie narrator opowiada długo o krótkich doznaniach bohatera). Zwykle też czas fabularny jest przeszły względem czasu narracji.